# Motilleja (kommun)
Motilleja är en kommun i Spanien.   Den ligger i provinsen Provincia de Albacete och regionen Kastilien-La Mancha, i den centrala delen av landet, 220 km sydost om huvudstaden Madrid. Antalet invånare är 589.